# Islay Watson
Pour les articles homonymes, voir Watson.
Islay Watson, née le 15 octobre 2000 à Aviemore, est une véliplanchiste britannique. Elle est notamment championne du monde junior de planche à voile IQFOiL en 2018.

## Palmarès

### Championnats du monde
- Championnats du monde de RS:X 2019 : 73e
- Championnats du monde d'iQFoil 2021 :  médaille d'argent
- Championnats du monde d'iQFoil 2022 : 11e

### Championnats d'Europe
- Championnats d'Europe d'iQFoil 2020 :  médaille d'argent
- Championnats d'Europe d'iQFoil 2021 :  médaille d'argent
- Championnats d'Europe d'iQFoil 2022 : 4e
- Championnats d'Europe d'iQFoil 2023 : 14e